# Качоры (гмина)
Качоры (пол. Kaczory) — сельская гмина (волость) в Польше, входит как административная единица в Пилский повет, Великопольское воеводство. Население — 7560 человек (на 2007 год).

## Сельские округа
1. Бродна
2. Дзембово
3. Дзембувко
4. Езорки
5. Качоры
6. Кшевина
7. Можево
8. Правомысль
9. Рувнополе
10. Жадково
11. Смилово
12. Зельгнево
13. Бышевице

## Соседние гмины
1. Гмина Ходзеж
2. Гмина Краенка
3. Гмина Мястечко-Краеньске
4. Пила
5. Гмина Уйсце
6. Гмина Высока